# Хакинг, Ян
Ян МакДугалл Хакинг (англ. Ian MacDougall Hacking; 18 февраля 1936, Ванкувер, Британская Колумбия — 10 мая 2023, Торонто) — канадский философ, занимавшийся философией науки. В начале 1980-х его новаторская работа, как отмечает Теодор Арабацис, восстановила тему экспериментирования как центральную в философии науки.

## Биография
Получил образование в Университете Британской Колумбии и Кембриджском университете. Получил степень доктора философии (1962) в Кембриджском университете. После этого преподавал в ряде университетов. Научные работы посвящены влиянию статистики и теории вероятностей на жизнь людей.
Умер 10 мая 2023 года.

## Награды
- Орден Канады (2004)
- Премия Хольберга (2009)
- Австрийский почётный знак «За науку и искусство» (2012)
- Премия Бальцана (2014)

## Книги
- Представление и вмешательство. Введение в философию естественных наук = Representing and Intervening, Introductory Topics in the Philosophy of Natural Science. / Пер. с англ. С. Кузнецова. Науч. ред. Мамчур Е. А. — М.: Логос 1998. — 296 с.
- Почему вообще существует философия математики? = Why is there Philosophy of Mathematics At All? / Пер. с англ. Целищева В. В. — М. : Канон-плюс, 2020. — 399 с. — (Библиотека аналитической философии) (Независимый альянс). — ISBN 978-5-88373-595-9
- Историческая онтология = Historical Ontology / пер. с англ. В. В. Целищева. — М.: Канон+ РООИ «Реабилитация», 2024. — 376 с., ил.